# Tennantita-(Mn)
La tennantita-(Mn) és un mineral de la classe dels sulfurs que pertany al subgrup de la tennantita.

## Característiques
La tennantita-(Mn) és una sulfosal de fórmula química Cu₆(Cu₄Mn₂)As₄S₁₂S. Va ser aprovada com a espècie vàlida per l'Associació Mineralògica Internacional l'any 2022, i encara resta pendent de publicació. Cristal·litza en el sistema isomètric.
L'exemplar que va servir per a determinar l'espècie, el que es coneix com a material tipus, es troba conservat a les col·leccions mineralògiques del Museu d'Història Natural de Viena (Àustria), amb el número de catàleg: o 2509.

## Formació i jaciments
Va ser descoberta a la mina Choquelimpie, situada a l'àrea de Ticnamar, a la província de Parinacota (Regió d'Arica i Parinacota, Xile. Aquesta mina xilena és l'únic indret de tot el planeta on ha estat descrita aquesta espècie mineral.